# Shmuel Ahituv
Shmuel Ahituv (hébreu שמואל אחיטוב ; né à Tel Aviv en 1935) est un historien israélien dans le domaine des études bibliques et de l'histoire du Proche-orient ancien. Il enseigne à l'université Ben Gourion du Néguev.